# Rasuwa (huyện)
Rasuwa (tiếng Nepal:रसुवा) là một huyện thuộc khu Bagmati, vùng Trung Nepal, Nepal. Huyện này có diện tích 1544 km², dân số thời điểm năm 2001 là 44731 người.

## Dân số
Biến động dân số giai đoạn 1952-2001:
| Năm    | 1971  | 1981  | 1991  | 2001  |
| ------ | ----- | ----- | ----- | ----- |
| Dân số | 17517 | 30241 | 36744 | 44731 |